# Стійкий туризм

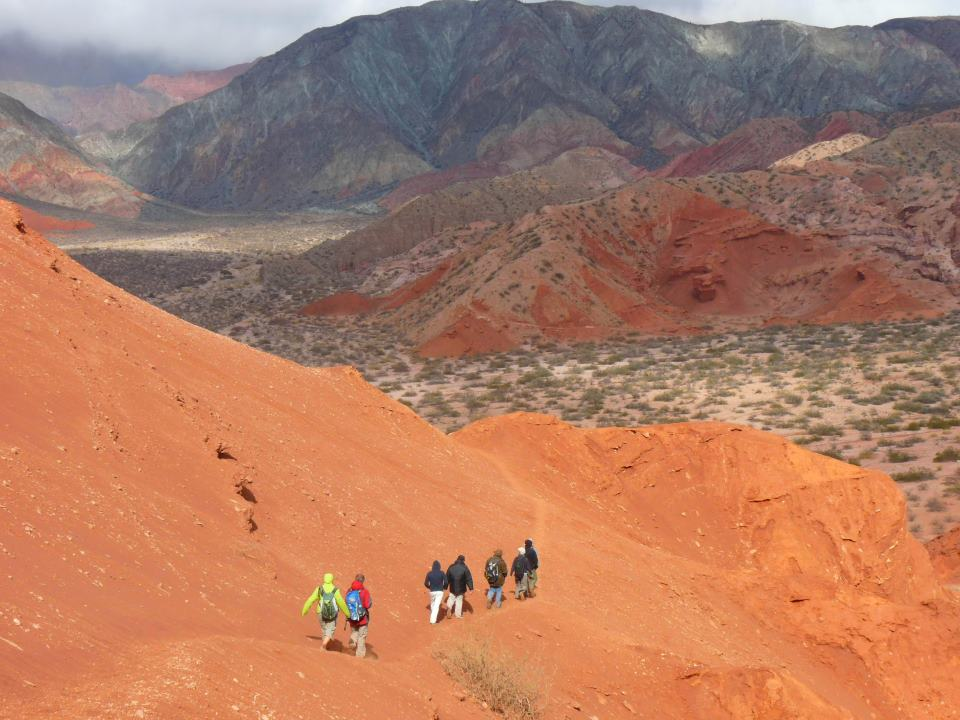
Туризм

Стійкий туризм (англ. sustainable tourism) — сучасна концепція розвитку туризму, що ґрунтується на принципах концепції сталого (стійкого) розвитку. Це туризм, що задовольняє всі наявні потреби, але при цьому розвивається таким чином, щоб забезпечити аналогічними можливостями майбутні покоління.

## Принципи стійкого туризму
- охорона довкілля, мінімізація збитку в процесі туристичної діяльності, екологічний нагляд за станом туристичного освоєння територій;
- контрольоване використання технологій туристичного обслуговування, передусім автотранспорту, енергії, питної води тощо;
- соціальна справедливість щодо місцевих громад, тобто прибуток та інші блага від туризму мають розподілятися на паритетних засадах, з урахуванням інтересів місцевого населення, а не переходити до іноземних інвесторів і національної еліти;
- естетична гармонія туристичного природокористування, яка полягає у тому, що туристична діяльність та інфраструктура повинні органічно вливатися в історично сформоване середовище і зберігати унікальну своєрідність кожної місцевості.

## «Стійка» поведінка туриста
«Стійка» поведінка туриста — це поведінка туриста, що ґрунтується на принципах стійкого туризму, тобто — коли турист намагається не зашкодити, а сприяти всім трьом компонентам концепції сталого (сталому, збалансованому) розвитку — довкіллю, суспільству та економіці. Через низьку поширеність ідеї сталого туризму в Україні, більшість туристів несвідомі цього поняття. Втім, деякі туристичні організації на власних вебсторінках надають поради туристам, як поводитися «стало», тобто — дотримуючись принципів сталого туризму.
Наприклад, інформаційно-довідковий сайт Косівщини «Косіварт» радить туристам, як відпочивати з повагою до природи. Поради стосуються лише довкілля — не засмічувати територію, бережно ставитися до біорізноманіття, і т. д. Утім, не менш важливою є поведінка туриста відносно суспільства та економіки регіону, який він відвідує. Наприклад, туристичний інформаційний ресурс «RestGeo» у своїх порадах радить туристам при виборі готелю, закладу харчування чи туристичної агенції, зважати на умови праці її робітників, вивчати традиції місцевості, яку турист має намір відвідати, для збереження її автентичності, використовувати екологічні види транспорту, та ін.

## Дослідження стійкого туризму
Перше в Україні фундаментальне наукове дослідження стійкого туризму у 2006 році було представлено провідним науковцем Київського національного торговельно-економічного університету, доктором економічних наук, професором Тетяною Іванівною Ткаченко в монографії «Сталий розвиток туризму: теорія, методологія, реалії бізнесу» , із подальшим виправленням та доповненням у 2009 році .